# 750
750（七百五十、ななひゃくごじゅう）は自然数、また整数において、749の次で751の前の数である。

## 性質
- 750は合成数であり、約数は1, 2, 3, 5, 6, 10, 15, 25, 30, 50, 75, 125, 150, 250, 375, 750である。
  - 約数の和は1872。
  - 約数を16個持つ32番目の数である。1つ前は744、次は760。(オンライン整数列大辞典の数列 A030634)
  - 183番目の過剰数である。1つ前は748、次は756。
- 15番目の九角数である。1つ前は651、次は856。(オンライン整数列大辞典の数列 A001106)
- 7502 + 1 = 562501であり、n 2 + 1 が素数になる93番目の数である。1つ前は740、次は760。(オンライン整数列大辞典の数列 A002496)
- 750 = 2 × 3 × 53
  - 3つの異なる素因数の積で p 3 × q × r の形で表せる20番目の数である。1つ前は744、次は760。(オンライン整数列大辞典の数列 A189975)
- 750 = 6 × 53
  - n = 5 のときの 6n 3 の値とみたとき1つ前は384、次は1296。(オンライン整数列大辞典の数列 A244726)
- 750 = 54 + 53
  - n = 5 のときの n 4 + n 3 の値とみたとき１つ前は320、次は1512。(オンライン整数列大辞典の数列 A179824)
- 7502 = 562500 = 281249 + 281251
  - n = 750 のとき、n 2 が連続する2つの素数の和となる44番目の数である。1つ前は740、次は762。(オンライン整数列大辞典の数列 A074924)
- 750 = 22 + 112 + 252 = 52 + 72 + 262 = 52 + 102 + 252 = 52 + 142 + 232 = 102 + 112 + 232 = 102 + 172 + 192
  - 3つの平方数の和6通りで表せる52番目の数である。1つ前は747、次は755。(オンライン整数列大辞典の数列 A025326)
  - 異なる3つの平方数の和6通りで表せる26番目の数である。1つ前は746、次は755。(オンライン整数列大辞典の数列 A025344)
- 750 = 43 + 73 + 73
  - 3つの正の数の立方数の和として1通りだけで表せる97番目の数である。1つ前は745、次は755。(オンライン整数列大辞典の数列 A025395)
- n = 750 のとき n と n − 1 を並べた数を作ると素数になる。n と n − 1 を並べた数が素数になる79番目の数である。1つ前は732、次は760。(オンライン整数列大辞典の数列 A054211)
- 各位の和が12になる64番目の数である。1つ前は741、次は804。

## その他 750 に関連すること
- 1000の3/4が750である。例えば3勝1敗のときの勝率は .750 と表記される。
- 750は、E48系列の標準数。
- バーコード規格、EANの国コード750は、メキシコ。
- ThinkPad 750は、ノートパソコンThinkPadのモデルの一つ。
- 750i、750iL、750Liは、ドイツのBMWの7シリーズの一車種。
- ナナハンは、排気量750ccの二輪車の俗称。
  - カワサキ・750ターボは、川崎重工業のオートバイ。
  - ホンダ・ドリームCB750FOURは、本田技研工業のオートバイ。
- 750ライダーは、石井いさみの漫画作品。主人公が上記のオートバイを利用している。
- 750形と呼ばれる鉄道車両
  - 京成750形電車
  - 神戸電気鉄道デヤ750形電車
  - 高松琴平電気鉄道750形電車
  - 広島電鉄750形電車
  - 名鉄モ750形電車
- ニューポート・ニューズ (USS Newport News, SSN-750) は、アメリカ海軍のロサンゼルス級原子力潜水艦。
- ホンダ・CB750K
- 750ミリ軌間
- 750本の走査線がある映像規格750p、有効走査線から720pと呼ばれる。